# 懋嬪
懋嬪宋氏（ぼうひん そうし、? - 1730年）は、清の雍正帝の側妃。漢人の出身。主事の宋金柱の娘。
初め、雍親王の胤禛（のちの雍正帝）の府邸に入り、格格（側女）となった。息女を2人産んだが、いずれも夭折した。
雍正帝の即位後、雍正元年（1723年）に懋嬪に封じられた。雍正8年（1730年）、薨去した。棺は田村殯宮に安置され、乾隆年間に泰陵の妃園寝に陪葬された。

## 女子
- 皇長女（1694年生没）
- 皇三女（1707年1月8日 - 1707年）

## 伝記資料
- 『清史稿』
- 『懋嬪冊文』